# Panellet

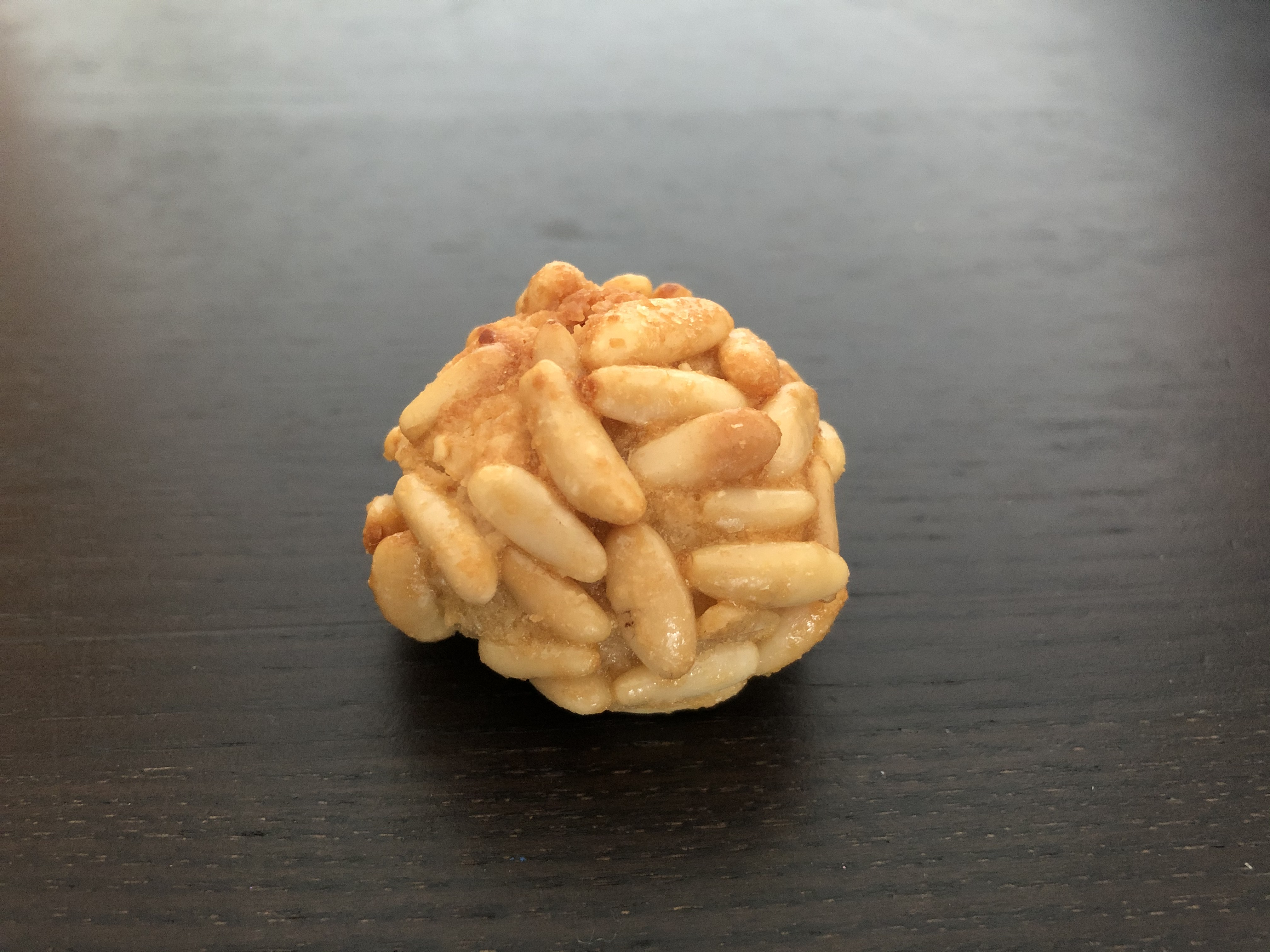
Típic panellet de pinyons

Els panellets, també anomenats migetes a les comarques lleidatanes, són uns pastissos petits, generalment rodons, fets amb una massa de sucre, ametlla i ou –de vegades, en receptes casolanes, també porten patata o moniato. Es complementen amb més elements, com ara pinyons, ametlla esbocinada, coco, xocolata, etc. Hi ha tantes maneres de fer panellets com cases que en fan, però aquells més típics són els d'ametlla i els de pinyons. A Catalunya els panellets són la menja típica de Tots Sants i la castanyada, juntament amb les castanyes i els moniatos.
Els panellets són un producte registrat com a especialitat tradicional garantida (ETG) per la Unió Europea. Aquests productes, a més de Catalunya, també són les postres típiques a Eivissa, el País Valencià i uns altres llocs relacionats.
No se n'ha arribat a aclarir l'origen exacte, però sembla que són hereus d'antics cultes funeraris que consistien a portar panets petits com a ofrena a l'església o a les tombes dels difunts en aquesta festivitat. A més, el fet que siguin aliments de llarga durada els lliga amb el concepte d'eternitat i remembrança dels morts. Joan Amades situa l'origen dels panellets a Reus, on antigament es feien panellets amb l'escorça de les síndries. Era habitual que la síndria, un cop pelada, fos repartida entre la gent o que l'anés a recollir la mainada.
A finals de segle xix era habitual aconseguir panellets en rifes al carrer. Les rifes de panellets eren pròpies de ciutats relativament grans, com Barcelona, Cervera, Reus, Torredembarra o la Selva del Camp. Els cafès paraven taules amb plats plens de panellets i confits, que anaven reomplint a mesura que avançava la rifa. També es podien trobar altres rifes organitzades per pastissers o particulars.

## Elaboració
A l'hora de fer panellets es distingeixen dues fases: l'elaboració del massapà i la preparació final.
A la primera part es barregen el sucre i la farina d'ametlla crua fins que lliguin. Es pot recórrer a l'ou per facilitar la feina i, si s'escau, la patata o el moniato prèviament cuits i refredats. Després, només queda donar-li forma i escollir què posar-hi com a complement: pinyons, avellanes senceres, farina d'avellana, trossos d'ametlla, coco, sucre... Es pot recórrer a ou batut o almívar per ajudar a enganxar millor aquests elements o perquè quedin més daurats en la cocció.